# Stazione di Gioia del Colle
Stazione di Gioia del Colle vasútállomás Olaszországban, Gioia del Colle településen.

## Vasútvonalak
Az állomást az alábbi vasútvonalak érintik:
- Bari–Taranto-vasútvonal
- Rocchetta Sant'Antonio-Gioia del Colle-vasútvonal

## Kapcsolódó állomások
A vasútállomáshoz az alábbi állomások vannak a legközelebb:
- Stazione di Castellaneta
- Stazione di Acquaviva delle Fonti
- Stazione di Bellarosa